# لبد (رود)
لبد (به لاتین: Lebed) یک رود در روسیه است که در خاکاسیا واقع شده‌است.